# Westlake Recording Studios

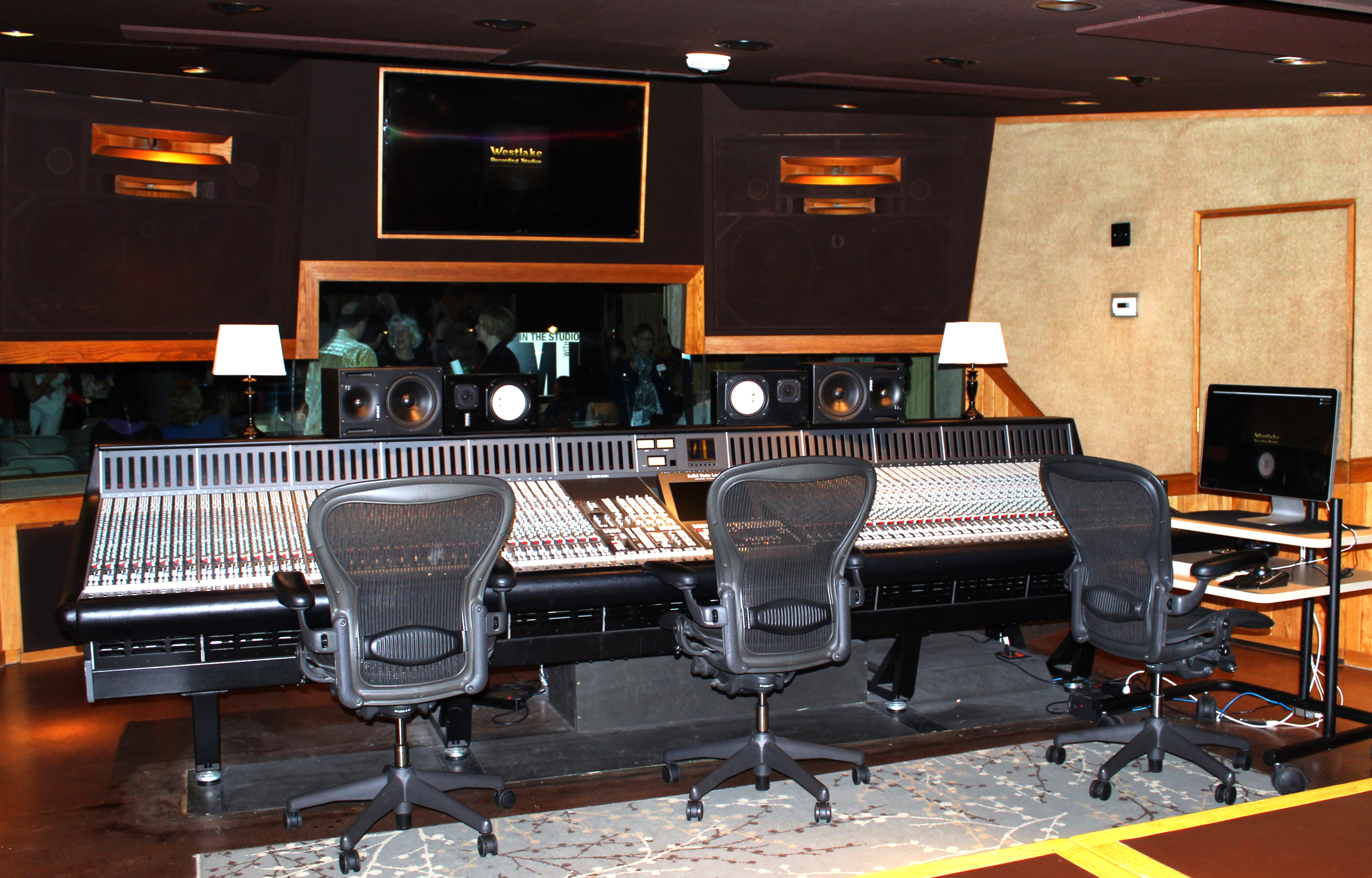
Westlake Recording Studios, estúdio de gravação no West Hollywood, Califórnia, EUA

Westlake Recording Studios é um reconhecido estúdio de gravação em West Hollywood, na Califórnia.

## História
O estúdio foi fundado com o nome Westlake Audio no início da década de 1970 por Tom Hidley, e foi denominado como "um dos primeiros grandes esforços comerciais para a produção de acústica padronizada com salas "intercambiáveis"". As suas salas de gravação tornaram-se populares e o seu estilo foi distribuído a uma série de outros estúdios durante os anos 70.
As instalações do estúdio já foram utilizadas por diversos artistas para a elaboração dos seus trabalhos, tais como, Michael Jackson,Gilberto Gil, Josh Groban, Quincy Jones, Alanis Morissette, Dave Matthews, Madonna, Rihanna, Aaliyah, Britney Spears, Justin Timberlake e Nine Inch Nails. Também foram gravados várias bandas sonoras para filmes e programas de televisão.